# 马拉加斗牛场
马拉加斗牛场（西班牙語：Plaza de toros de La Malagueta）是一个斗牛场，位于西班牙安达卢西亚自治区马拉加东区雷丁路（Paseo de Reding）8号。1876年，这里举行第一次斗牛。

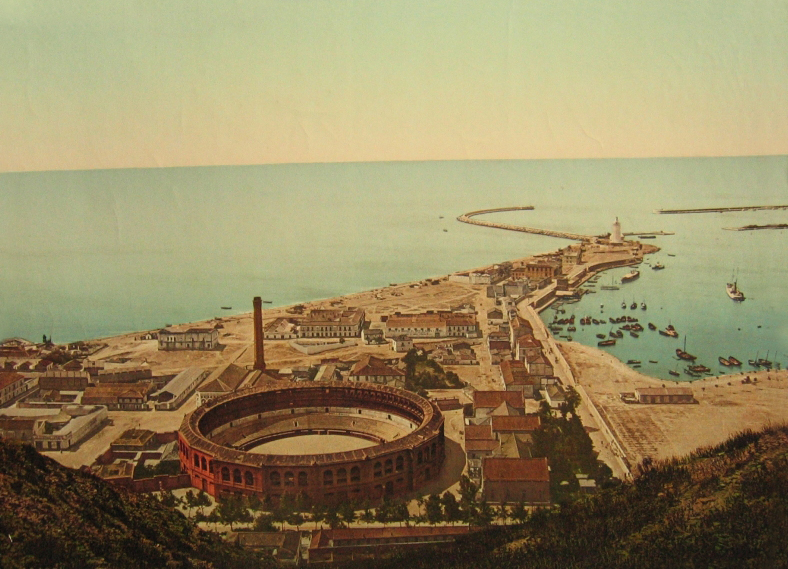
1900年的马拉加斗牛场

## 建筑
这座建筑为新穆德哈尔风格，十六边形。经过2010年的翻新，该场馆现在可容纳9,032名观众。直径52米，建筑群包括四个大围栏、10个小围栏、马厩、更衣室、一个急救站，以及图里诺·安东尼奥·奥德涅斯博物馆。
马拉加斗牛场在西班牙斗牛季举办斗牛活动，其庆祝活动包括在圣周的两次斗牛，其中包括毕加索斗牛（Corrida Picassiana），以纪念毕加索。普伦萨斗牛（Corrida de La Prensa）于6月举行，是为了纪念马拉加的两位主保圣人西里亚科（Ciriaco）和保拉（Paula），他们于公元303年在马拉加殉难。在8月节期间，斗牛也是一项重要的特色活动。斗牛季的最后一场斗牛在9月举行，以纪念天主教马拉加教区的主保圣人圣母玛利亚。